# حياة الحقائق
حياة الحقائق (بالفرنسية: La Vie des vérités) كتاب للطبيب والمؤرخ الفرنسي «جوستاف لوبون» (1841 – 1931) وهو دراسة وافية لأسس المعتقدات وما تتألَف منه هذه المعتقدات من العناصر الدينية والعاطفية والجمعية، ويبحث في تداول المعتقدات الفردية حينما تصبح جمعية، وقد أفرد لوبون فصلًا في كتابه للحديث عن الأديان القديمة أو المركبة كالمسيحية؛ حيث بحث في التحولات التي أفضت إلى انتشارها، كما أنشأ مباحث للحديث عن الأخلاق باعتبارها العنصر الرئيس في تكوين المعتقدات الدينية، وبحث في الحياة العقلية باعتبارها تشكل جذور العلم؛ حيث ضمَّن كتابه نوعًا من التفكير الفلسفي الذي يكفل له شمولية النظر في الحقائق والوصول إلى منابعها العميقة. صدر الكتاب عام 1914.   

## محتوى الكتاب
الباب الأول: دائرة اليقين الديني: الآلهة
أسس المعتقدات الدينية
ما يعتور المعتقدات الدينية الفردية من التحولات حينما تصبح جَمْعِيَّةً
آلهة العالم القديم
الأديان الكبرى التركيبية
كيف تنحل الديانات الكبرى
ظهور المعتقدات الجديدة
الباب الثاني: دَائِرة اليقين العَاطِفي وَالجَمْعِيِّ: الأخلَاق
تعريف الأخلاق
أخلاق المجتمعات الحيوانية والمجتمعات البشرية
العوامل الوهمية في الأخلاق
العوامل الحقيقية في الأخلاق الجمعية
العوامل الحقيقية في الأخلاق الفردية
الباب الثالث: دَائِرَةُ الحَقَائِق العَقْلِيَّة: الفلسَفة وَالعلْم
الفلسفات العقلية
الفلسفات الوجدانية
تطور الفلسفة النفعي
الآراء الحديثة في قيمة الفلسفة
بناء المعرفة العلمي
القوانين العلمية ونظريات الحوادث
الحقائق التي لا تزال ممتنعة والوجوهُ المجهولةُ للمعرفة

## مقتطفات من الكتاب
الأفكار الحاضرة في تكوين الأديان
ازدرى العلم تحليل الأديان زمنا طويلا مع أن تاريخ البشرية يظل غير مفهوم بغير تاريخ آلهتها. ومنذ عهد قريب، فقط، أخذ العلماء يُعنون بذلك التحليل، غير أن ما طبَّقوه من الشرح والتفسير لم يُسِفر عن شيء سوى نتائج هزيلة ولا يزال الاطلاع على تكوين الأديان ناقصا لما كان من القول بإمكان درسها اعتمادا على النصوص كما تُدَرس الحوادث التاريخية الأخرى، مع أن الواقع هو أن الأديان المزاولة هي غير الأديان التي تُعلَّم في الكتب، وسنرى في فصل آخر أن الدين المنتحل لا يلبث أن يتحول وإن ظلَّت نصوصه ثابتة لا تتغير. إذن، لا يكون لدينا سوى علم قليل بالأديان إذا ما اقتصرنا على تَبينها من الكتب وبالمعابد والتماثيل والنقوش والصَور والأقاصيص نَعِرف الوجه الذي يفهمها به أتباعها خيراً مما نَعرفه بالكتب. ولا يبالي الكتَّاب الذين يبحثون في الديانات بتَحول هذه الديانات فتبصر انتحالهم لنظريات مناقضة لكل ملاحظة. ومن ذلك أنك ستَجد أساتذةً علماءَ يُّعدون البُدِهيَّة (البوذية) ديانةً بلا إله، مع أنها أكثر الأديان آلهةً على ما يحتمل، وعلى ما كان من مجادلة مؤسس هذه الديانة في وجود الآلهة؛ حيث تصادم هو وهذه الآلهة عندما سبَح في تَأملاته تحت شجرة الحكمة، فقاوم وعيد أمير العفاريت «مارا» وناهض إغواءَ بنات الآلهة «أپسرَا»، فمن يَقُل بوجود دين بلا إله يقترف خطأ نفسياُ جمعياً أساسياً. وما يدور حول تكوين الأديان من الفرضيات كثير التغير، وظلَّت الفرضية اللغوية أكثر تلك الفرضيات شيوعا حينًا من الزمن، وتقول هذه الفرضية: إن حوادث الطبيعة، كالشمس والقمر والنار... إلخ، كانت أشياءَ مشخصةً وذلك لما كان من عِّد التعابير المجازيَّة التي تدل عليها أمورا حقيقية، ومن ذلك أن كانت أسطورة الإلهة سيلِينِه التي عانقت إنديميون في غار لاتموس إشارة إلى القمر وهو يداعب بأشعته الأمواج التي تَغيب بينها الشمس«، وينهي الكاتب هذا الجزء قائلاً:» وتظل أهرام مصر، وذُرى المآذن، وأبراج الكنائس، ومناقشات علماء اللاهوت، ووجُد الكاهن أمام الهيكل، وحماسةُ المؤمنين، وطوطِميَّة الهمج وطبويتهم؛ أمورا لا تُدَرك عند إغفال القُوى إذ كانت واحدةً لدى جميع الأمم كانت ذات مظاهر متشابهة بحكم الضرورة.
ما يدور حول الأخلاق من الشكوك في الوقت الحاضر
سيجُد فلاسفة المستقبل، حينما يكتبون تاريخا عن أضاليل الروح البشرية، وثائق ثمينةً في رسائل علم اللاهوت والسحر والأخلاق، وعلى ما تُورثه قراءة هذه الرسائل من كبير مَلال نرى أنه لا بد منها لإثبات ما يَنْجم عن أبسط الأمور من تفسيرات مختَلَّة ولإثبات درجة الصعوبة في الجَدل ببراهين عقلية حول الحوادث التي هي وليدة المؤثِّرات الدينية والعاطفية والجمِعيَّة المستقلة عن العقل.
تعريف الأخلاق، الخير والشر
على أي شيء يقوم الخير والشر؟ كان يلوح تعريفُهما، المزعج اليوم، حتى لأولي الأبصار، أمراً بسيطاً إلى الغاية لعلماء القرن السابق، وإليك، مثلا، كيف أوضح أحد مشاهير هؤلاء، "برتِلُو"، مسألةَ الأخلاق في بضعة أسطر، قال برتِلُو: "إن شعور الخير والشر من مقومات الطبيعة البشرية، فيستحوذ علينا هذا الشعور مستقلا عن كل عقل واعتقاد وعن كل فكر في الثواب أو العقاب، ومن أجل ذلك اعُترِف بمبدأ الواجب، أي بقاعدة الحياة العملية، كأمر أصليٍّ خارج عن الجَدل وفوَق الجَدل. ُ ولا شيءَ أبسط من ذلك كما ترى، ولا تُبْصر فيلسوفًا عصريٍّا لا يَجد المزاعم السابقة عاريةً من الدليل مخالفةً حتى للمعارف القائمة على الترصد والمشاهدة.
العادة والرأي العام عاملان في الأخلاق الجمِعيَّة
تنشأ أخلاق المجتمعات عن الضرورات التي تَفْرضها البيئَة، أي عن شروط حياة المجتمعات، وتُحفَظ أخلاق المجتمعات بسلطان القوانين في بدء الأمر، ولكنها لا تَغدو ثابتةً إلا بعد أن تتحول إلى عادات موروثة تَدَعمها قوة الرأي العام، فالرأي العام والعادةُ هما عاملا الأخلاق عند معظم الناس... ُ ونحن إذا ما وفِّقنا لبيان ثقَل المؤثِّر الاجتماعي فإن ذلك لا يمنعنا من أن نذكر وجود ما ذهب إليه "كنْت" من الأخلاق الحتْميَّة، ولكن مع عزوها إلى مصدر اجتماعي، لا إلى مصدر رباني".
تكوين الأخلاق الفردية وشأن الأخلاق
ليس للقوانين الموكِل إليها حمايةُ الأخلاق الجمِعيَّة، التي هي وليدة مقتضيات الحياة المشتركة، أن تُبَاليَ بالأخلاق الفردية، وذلك كما رأينا. ُ وهنالك عوامل مختلفةٌ مستقلة عن الروادع الاجتماعية تُعين على تكوين الأخلاق الشخصية، ومن أهم تلك العوامل نَذْكر السجيَّةَ التي تُولَد مع الإنسان، وكثير من الصفات الخلقية، كالصلاح والحلْم والصدق... إلخ، يَتَألَّف منه تُراث الأجداد فيَصُعب اكتسابُه على وجه مصنوع، ومن قول هوراس: "يُنْجب الأب الصالح بأولاد صالحين، وما في الثِّيران والجياد من قوة فناشئٌ عن جنسيْهما، ولن يَلد النِّسر الكاسر ورقاءَ ذات حياء. وفي الغالب تُعرف السجيَّة بأنها "مجموعة مقَومات عقلية وعاطفية وشخصية" فتعريف كهذا لا يُسلَّم به إلا قليلا؛ لعَدم تفريقه بين العقل والسجية. فالسجيَّة هي من دائرة العاطفة بالحقيقة، وهي مؤلفة من مجموعة مشاعر يأتي الإنسان بها معه، والعقل إذا كان يُعين على التفكير فإن السجيَّةَ تعين على السْير، ومن هنت تبْصر أن شأن السجيَّة كبير في عالَم السلوك، ومن ثم في الأخلاق الفردية، ولكن السجيَّة، لثَبَاتها، يَعسر كل تأثير بالغ فيها، وإلى هذه الملاحظة ذهب أشهر علماء الأخلاق. قال شوپنْهاور: "أيمكن الأخلاق أن تجعل من غليظ القلب رجلا رحيما عادلا محسنًا؟ كَّلا، فالفروق الخلقية غريزيةٌ ثابتة، وما الخبيث في خبْثه الموروث إلا كالأفاعي بأنيابها وجيوبها السامة فلا تتخلص هي ولا هو مما عليهما إلا قليلا جدا".
الأخلاق الفردية الابتدائية
لا تتَكَّون الأخلاق الفردية في يوم واحد، وهي تُشتَق، كالأخلاق الجمِعيَّة، من ماض طويل، وتختلف باختلاف الحضارة. وكانت الأخلاق ابتدائيةً إلى الغاية في أوائل البشرية، حتى إنها لم تَكد تُوجد في زمن أومريس، ومن العَمى الغريب أن يُعد هذا الشاعر المجيد من كتَّاب الأخلاق، فقد كانت الأهواء تستحوذ على مقَاتِليه فيَبْدون فائزين على الدوام، فما كانوا ليُحجموا عن ضروب الغدر والعنف والإجرام، وكانوا يمارسون، مع ذلك، من الفضائل ما هو ضروري لشروط حياتهم كالشجاعة وحب الوطن والأُسرَة والقَرى ومخافة الآلهة. ُّ وأهم عيب في مقاتِلي العصر الأُومريي هو عيب الاندفاع المفرط الذي يَبْدو في جميع الفطريين، أي إن أولئك المقاتلين كانوا عاجزين عن مقاومة ما تُمِليه عليهم غرائز الزمن. وكانت فائدة ضبط النفس تبدو واضحةً إلى الغاية فيُنْظُر إلى هذه الخلَّة بعين التقدير، وإن لم يمارسها سوى الأقَلِّين كما في زماننا.
شأن المنفعة في تكوين الأخلاق الفردية
تُؤِّدي الملاحظات المعروضةُ آنفًا إلى البحث باختصار في شأن المنفعة التي استُشِهَد بها كثيرا في تكوين الأخلاق. والقول بأن الأخلاق الاجتماعية تقوم على المنفعة هو من الحقائق المبتذلة كما يلوح، فمن النفع الواضح للفرد أن يَحَترِم الفرد القوانين، فهو إذا ما انتهك حرمتَها عرض نفسه للعقوبات، ولكن من الخطأ أن يقال بقيام الأخلاق الفردية على ذلك الأساس النفعي. توصي الأخلاق النفعية، التي بُشر بها منذ زمن سقراط، الفرد بأن يكون فاضلا لما في الفضيلة من المنافع واجتناب الموانع، وهذا ما يُعلِّمه، تقريبًا، فلاسفةُ الإنكليز السابقون وأصحاب مذهب الذرائع المعاصرون، قال ويلْيم جيمس: «يقوم العدل على ما هو نافع في سْيرنا، مهما كان وجه هذا النافع تقريبًا». ويقوم العدل، بحسب هذا التعريف، على ما هو نافع، ولكن من الذي يحكم في الشيء النافع؟ أفيكون الفرد أم المجتمع هو الحاكم؟ يَعد المجرمون السرَق والقتل وما إليهما أمورا نافعة لما يَجدونه فيها من الفائدة، ويَقْمع المجتمع مثل هذه الأعمال لما يَجُده فيها من ضرر له. والمجتمع وحده هو المقياس - كما هو واضح - ما دام الفرد خاضعا له، وتكون المنفعة، إذ ذاك، إطاعةً لتعاليم المجتمع مما لا جدال فيه. بَيْد أن القَسر الإجتماعي يتوارى في موضوع الأخلاق الفردية، والفرد إذا ما اتخذ منفعتَه دليلا وحيدا له كان ذا أخلاق هزيلة أو كان عاطلا من الأخلاق عطًلا تاما، ومن العبث أن يقال إنه يجب عليه أن يمارس الفضيلة؛ لأنها تؤدي إلى السعادة، فكل يَعلَم أن الفضيلة لا تُوجب السعادة في كل وقت، وأنها تتضمن، في الغالب، كفاحا ضد السعادة ومقياس المنفعة الصرفَة يُورث أثرةً وثيقة بسهولة، وهو لا يُحِدث أيةَ أخلاق متينة، وليس في اتخاذ المنفعة الشخصية هاديًا سر تضحية أناس كثيرين بأوقاتهم وثروتهم، وبحياتهم في الغالب في سبيل غايات نبيلة؛ كقَدح زناد فكرهم الغض، ومغامرتهم في أسفار خطَرة، وتعريض نفوسهم للهلاك إنقاذًا لأمثالهم من الموت ... إلخ، ويمكن أن يقال، لشرف الإنسانية، إن المنفعة، أي الأَثرة، لم تكن عامل سْيرها الرئيس قَط. ومن السهل، إذَن، أن يُدَرك أن النَّفْعيَّة كانت عند بعض الفلاسفة على الدوام، ككنْت مثلا، «إنكارا للأخلاق». والناحيةُ الضعيفة في الأخلاق الدينية هي، بالضبط، في أن تكون المنفعة وحدها عامل سلوك، وأي شيءٍ أنفع للفرد، بالحقيقة، من أن يفوز بالجنة ويجتنب جهنم؟ فالفرق الوحيد بين الأخلاق النفعية لدى الفلاسفة والأخلاق النفعية لدى علماء اللاهوت هو أن الأولى: تَجَعل السعادة في هذه الحياة الدنيا، وأن الثانية: تجعلها في الحياة الآخرة
شأن اللاشعور في تكوين الأخلاق الفردية
كانت أخلاق الأوائل فطِريَّةً إلى الغاية كما قلنا، فكان الخير عند الشخص في قتل عدوه، وكان الشر عنده في أن يقتله عدوه. وقَضت الضرورات بالحياة المشتركة ففرضت بعض القواعد الضرورية في سبيل المصلحة العامة فتكاملت الأخلاق الاجتماعية رويدا رويدا، ووفِّقَت القوانين المدنية والدينية لتوطيد هذه الأخلاق بزواجر شديدة أسفر عملها الرادع المكرر في عَّدة قرون عن جعل مراعاة القواعد الاجتماعية أمرا غير شعوري بالتدريج، ومن ثَم أمرا سهلا بالتدريج".
الشعور بالشرف عنْوان مثَاليٌّ للأخلاق الفردية
مهما تكن عوامل الأخلاق الفردية يَكن التعبير عن الأخلاق واضحا بأن يقال إنها شعور بالشرف. ويمكن أن تُعرف الأخلاق بالاحتياج إلى الكرامة الشخصية التي يُجتنَب بها بعض الأفعال، وتُؤتَى بها أفعال أخرى حتى المخالفةُ منها لمصالحنا، وذلك حفْظا لحرمة المرءِ وحرَمِة أمثاله. ُ ومن مَميِّزات الأعمال التي تُجز باسم الشرف هو أن تظل هذه الأعمال مستقلةً عن أحكام القوانين في الغالب، فيكون الرادع الخلُقي ممِسكا لحس الشرف، وحس الشرف هذا إذا ما رسخ في النفوس غدا أقوى من زجر القوانين بدرجات، وفي موضوع الشرف وحده يمكن الكلام عن المقُولات الحتْميَّة. ُ والرأي العام هو دعامة كبيرةٌ للشرف، ولكن هذه الدعامة قد تكون من القوة بحيث تُؤثِّر خارجةً عن كل أمل في الاستحسان، فبذلك يُجَهل العمل المنْجز لا ريْب.
فلسفة الذرائع
تهِدف الفلسفة النَّفْعيَّة، التي أطلق عليها اسم مذهب الذرائع، إلى البحث عن فائدة الأشياء، لا حقيقتها، فافْترِض النافع أنه حقيقي، فغَدت كلمة الحقيقة مرادفةً لكلمة الفائدة. وسوفسطائيُّو اليونان، ولا سيما پروتاغوراس الذي ذكرناه في فصل سابق، كانوا قد تكلموا عن مذهب الذرائع منذ زمن طويل. ِ فعند تلميذ هَرقْليت هذا تُعبر الحقيقة عما لدينا من فكر عن الأشياء، فلا حقيقة خارجة عنا، وما ندعوه حقيقةً هو حقيقتُنا، وليس هنالك حقيقةٌ مطلقة، بل آراءٌ شخصية يَعدها من يعتقدها حقائق، والحقيقة متحركة غير ثابتة، ونحن لا نقدرها إلا بإحساسات متقلبة بحسب كل فرد.

## نقد وتعليقات
كتب إبراهيم العجلوني في صحيفة الرأي الأردنية في 7 مايو 2017: «تضمنت ديباجة كتاب جوستاف لوبون» حياة الحقائق«.... أن تقدم الأمم من عمل خيارها على الدوام، فإذا ما سار الخيار وراء الجماهير بدلاً من قيادتها كان الانحطاط هو مصيرها. وفي تقرير لوبون لهذا المبدأ جراءة مشهودة في عصر اتسم بالجماهيرية أو بطرائق خداع الجماهير بشعارات».
كتب صلاح الدين حفافصة على موقع الجزيرة في 15 يوليو 2018: "كانت الأفكار المعروضة في هذا الكتاب آنذاك إبّان حياة غوستاف لوبون غريبة وغير معقولة ولم يتقبلها كثيرون لأنها جاءت بطرح جديد لم يعهدوه في ذلك الزمن، ولكن اليوم أضحت هذه الأفكار كلاسيكية ومقبولة .... الكتاب يركّز أساسا على الجماهير، أي الشعوب بمعنى آخر، وكيف أنّ هذه الجماهير تتعرض لوابل من الأفكار والمعتقدات الممارسة عليها، والتي تدخل ضمن العقل اللاواعي لتلك الجماهير، مما يجعلها في كثير من الأحيان تقوم بأمور خطيرة أو غير متوقعة ومتقلبة، بسبب ما تستقبله تلقائيا من المحيط حولها .... لقد لعبت الجماهير دورا مهما في تغيير عجلة التاريخ، وهي اليوم تلعب دورا أكثر أهمية، بسبب تعدد وتعقد المحرّضات الممارسة عليها، فالعمل اللاواعي للجماهير اليوم بحاجة للدراسة أكثر من ذي قبل فهو أحد مفاتيح معرفة طرق السيطرة على الجماهير وفق استراتيجيات مضبوطة تراعي الحالة المتطورة الآنية وتغيّر الزمان وعقليات الناس. الجماهير لها عواطف وأخلاقيات منها سرعة الانفعال .... لأمر الآخر الذي تتميز به الجماهير سرعة تأثرها وسذاجتها وتصديقها لأي شيء .... تتسم الجماهير في أحوال كثيرة بتضخيم العواطف وتبسيطها ....
كتب ماجد الياسري على موقع الحزب الشيوعي العراقي في 27 ديسمبر 2020: «دشن القرن الحادي والعشرين موجات من الاحتجاجات والانتفاضات الشعبية .... هذا الواقع طرح موضوعة الجماهير ودورها التاريخي، التي ينظر اليها لوبون من المنظور الشكلي المثالي كونها تجمع للأفراد يتحركون وهم ضمن الجماعات على أساس سلوكيات يمكن تفسيرها نفسياً .... كانت مشاركة لوبون حول سيكولوجية الجماعات مهمة في بدايات القرن العشرين كونها من أولى المحاولات لوضع أساس لعلم نفس الجماعات .... يُسفّه لوبون دور المعرفة والوعي لدى الشعوب ويعزو مقبولية الفكر الاشتراكي إلى اعتماده على مبدأ الأمل، أي تحسين القدر والمستقبل السعيد بين الجاهلين بشكل خاص ومن لديهم اعتقاد ضعيف بقدرتهم على تحسين أمرهم في الحياة الآخرة، فهي أشبه بديانات الأرض، ولكن تؤثر الأعراق والأجناس على التباين في الأفكار الاشتراكية. لقد عاصر لوبون ثورات ١٩١٩ التي امتدت في أوروبا وصعود أحزاب الاشتراكية الديمقراطية وبرامجها الاصلاحية التي يتهمها لوبون بإضعاف القدرات السياسية والاقتصادية والعسكرية بسبب سنّها قوانين لاستمالة الغوغاء».
كتب داود السلمان على موقع "المهجر" في 24 سبتمبر 2021: "يوضح لوبون، أن عدم قدرة الجماعات على التعقل الصحيح يذهب منها بملكة النقد، أي يجعلها غير قادرة على تمييز الخطأ من الصواب، وأن تحكم حكمًا صحيحًا في أمر ما. أما الأفكار التي تقبلها هي، فهي التي تلقى إليها لا التي يناقش فيها. والذين لا فرق بينهم وبين الجماعات في هذا الباب كثيرون، وسهولة انتشار بعض الأفكار وصيرورتها عامة آتية على الأخص من عدم قدرة السواد الأعظم على اكتساب الرأي من طريق النظر الذاتي. ومُلخّص ما توصل اليه لوبون أنه "لا تتعقل الجماعات إلا بالتخيل ولا تتأثر إلا به، فالصور هي التي تفزعها وهي التي تجذبها وتكون سببًا لأفعالها"، ويتابع السلمان على موقع الحوار المتمدن في 16 أبريل 2022: "يرى لوبون إنّ شدة المرونة في روح الأمة تسوقها إلى القيام بثورات متوالية، وشدة الثبات تقودها إلى الانقراض، فذوات الحياة، ومنها الأنواع البشرية، تضمحل إن ظلت مستقرة على الرغم من تعاقب الزمن وعاجزة عن ملاءمة ما يطرأ على الحياة من الأحوال الجديدة".
كتب رجائي عطية على موقع الشروق في 4 ديسمبر 2019: «كتب العقاد .. عن سر تطور الأمم للعالم الفرنسى الكبير الدكتور جوستاف لوبون، ومن أشهر آثاره الأخرى الحضارة المصرية، وحضارة العرب وحضارة الهند، والحضارة العربية في الأندلس. الفكرة الرئيسية التي يدور عليها تطور الأمم، أن لكل أمة روحا تسير أعمالها، وأن هذه الروح هي التي تكيف أطوار الأمة وتشكل ملامحها ويعزى إليها كل حركة من حركاتها. ويحسب للعقاد أنه تفطن للحملة المنكرة أيامها على المساواة بزعم الاعتراض على الاشتراكية، كذلك كان يقظا لما تدعو إليه نظرية» روح الأمم«من دعوة عنصرية تميز بين الأمم بمقولة اختلاف القدرات العقلية لتبرير السيطرة والهيمنة، فحمل عليها العقاد منتصرا لحق الشعوب في المساواة والحرية وتكافؤ الفرص».
كتب محمد المحمود على موقع الحرة في 4 يونيو 2018: «منذ كتب الرائدان في مجاليهما: غوستاف لوبون وسيغموند فرويد، كتابيهما عن»سيكولوجية الجماهير «، تحول هذا المبحث ـ بصيغة أو بأخرى ـ إلى موضوع خصب لمقاربات كثيرة»، ويصل الكاتب إلى القول: «الإنسان التقليدي/ الجماهيري/ الشعبوي يرفض» النقد الذاتي«الذي يضع الأنا على طاولة التشريح الموضوعي/ العقلاني بدعوى أنه يرفض» جلد الذات«. إنه ينتشي بما يداعب أحلامه الساذجة ولو كانت أوهاما، ويرفض كل ما يضعه في مواجهة صريحة مع بؤسه الذاتي وإذا كان لا يستطيع أن يرفض آليات التشخيص صراحة؛ فإنه يتعمد المغالطة الصريحة: الهروب من نقد الذات بدعوى رفض جلد الذات. إنها دعوى مفضوحة؛ لأن واقع هذا الجماهيري/ الشعبوي يحكي بوضوح أنه لا يمارس على ذاته أي نوع من أنواع النقد الحقيقي؛ حتى يمكن تصديق دعواه بأنه فعلا يفصل بين ممارستين مختلفتين:» نقد الذات«ـ» جلد الذات«، بحيث يقبل إحداهما ويرفض الأخرى، إن الجماهيري التقليدي هو أولا، يرفض النقد الذاتي في أعمق أعماقه، وهو ثانيا، لا يعي حقيقة الفرق بين نقد الذات وجلد الذات؛ لأنه لم يشتغل على أي منهما أصلا، وهو ثالثا، لا يعي أن هناك نوعا من العلاقة الضرورية بينهما، وأن كل نقد ذاتي ينطوي بالضرورة على نوع من جلد الذات، كما أن جلد الذات ينطوي بالضرورة على سلوكيات معرفية تنتمي إلى حقل النقد الذاتي. وهو رابعا، مهموم ب (ستر الذات) و (تبجيل الذات) بل و (تقديس الذات)؛ كما يحكي ذلك واقعه البائس».

## وصلات خارجية
https://www.goodreads.com/book/show/17825169 حياة الحقائق
https://www.ahewar.org/debat/show.art.asp?aid=753279 حياة الحقائق
https://www.youtube.com/watch?v=_d9ZtAbTUPw حياة الحقائق
https://www.youtube.com/watch?v=JvMp50bIfP0 حياة الحقائق